# Keraunischer Pegel

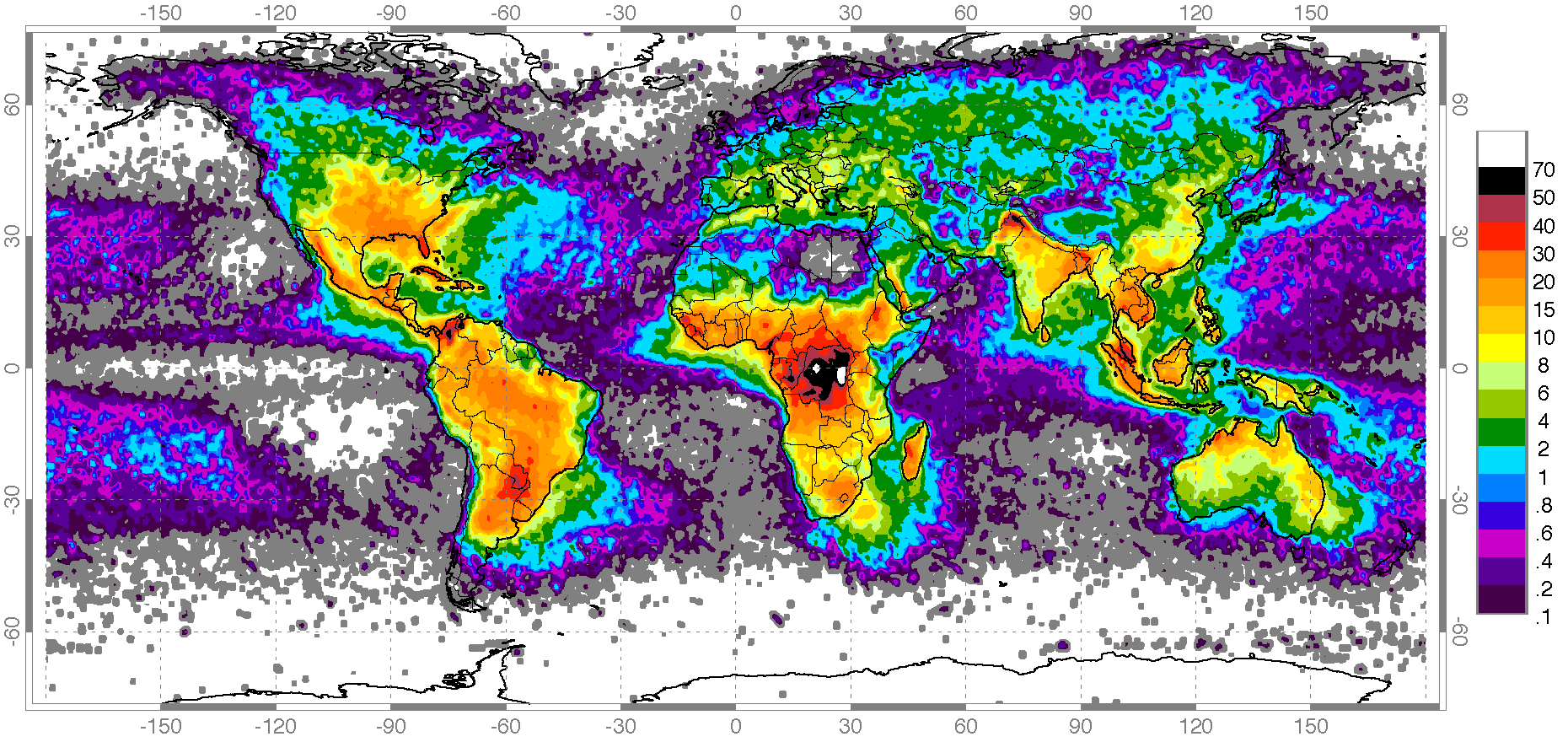
Globale Verteilung der Blitzhäufigkeit in jährlichen Einschlägen pro Quadratkilometer

Der keraunische Pegel Td (von altgriechisch κεραυνός keraunós ‚Blitz‘, in deutschsprachiger Literatur gelegentlich auch isokeraunischer Pegel) gibt die Anzahl der Gewittertage pro Jahr in einem bestimmten Gebiet oder an einem bestimmten Ort an. Er unterliegt starken regionalen Schwankungen: unter 1 in Arktis und Antarktis sowie bis zu 180 in Äquatornähe (Tropen).
Trägt man die örtlichen keraunischen Pegel auf einer Landkarte auf, so lassen sich um Gebiete konstanter Pegel Linien gleicher Häufigkeit eintragen, die Isokeraunen (ähnlich Isobaren auf einer Wetterkarte oder Höhenlinien auf topographischen Karten).
Aus dem keraunischen Pegel lässt sich außerdem mittels des empirischen Zusammenhangs
{\displaystyle N_{g}=0{,}04\cdot {T_{d}}^{1{,}25}}
die Blitzeinschlagdichte Ng pro Quadratkilometer und Jahr abschätzen.
Mit der Blitzeinschlagdichte wiederum lässt sich die Blitzeinschlaghäufigkeit in ein exponiertes Objekt (z. B. Turm oder Windrad) abschätzen. Die folgende Formel gibt die Anzahl der Einschläge von Abwärtsblitzen (Negativblitzen) pro Jahr in ein Objekt mit der Höhe {\displaystyle h} an:
{\displaystyle N_{h}=2{,}04\cdot 10^{-5}\cdot N_{g}\cdot h^{2{,}04}}